# سجن يار
سجن يار هو سجن يقع في سان فرانسيسكو دي يار، في بلدية سيمون بوليفار بولاية ميراندا في فنزويلا. مثل السجون الأخرى في فنزويلا تشتهر بظروفها القاسية، ويرجع ذلك أساسًا إلى الاكتظاظ وسوء المرافق. على الصعيد الوطني يوجد حوالي 44.500 سجين في مبان مصممة لـ 15.000.
هناك ثلاث مجموعات من المباني: يار و2 و3. هذه المراكز مكتظة بالنزلاء. صُمم يار ليضم 750 سجينًا، لكن يوجد حاليًا حوالي 1153 سجينًا. بني سجن يار 1 في 1984، ويار 2 بين عامي 1997 و1998. تم سجن الجيش الرئيسي الذي شارك في انقلاب فبراير 1992 ضد الرئيس كارلوس أندريس بيريز في هذا السجن من عام 1992 حتى عام 1994، حتى عفو الرئيس رافائيل كالديرا. أثناء سجنه هنا كتب هوغو شافيز زعيم الانقلاب ، بيانه «كيف تخرج من المتاهة».